# 横引シャッター
株式会社横引シャッター（かぶしきがいしゃよこびきシャッター）は、東京都足立区綾瀬にあるシャッター専業メーカー。特に特許を取っている「上吊式横引きシャッター」では定評があり、2024年現在トップシェアを持ち、KIOSKや地下鉄の売店などで広く採用されている。CSRに熱心な企業としても知られ「煌めくオンリーワン・ナンバーワン企業2020」（ぎょうけい新聞社）に選出、2018年には、東京都より『平成29年度「がん患者と仕事の両立への優良な取り組みを行う企業表彰」優良賞』を受賞。2020年11月2日には一般社団法人日本記念日協会より4月5日が「横引シャッターの日」に認定された。
同社は「ダイバシティ経営のモデルケース」として高く評価されている。

## 概要
市川文胤により1986年(昭和61年)4月3日に母体である中央シャッターから、特殊シャッターだけを扱うメーカーとして設立。ショッピングモールの店舗や地下鉄の売店、全国のKIOSKなどで数多く採用されている「横引きシャッター」を開発。それ以前にも左右方向に開閉するシャッターは存在したが、下に戸車がある下車式という形式で、下部レールに砂・ゴミなどが挟まり故障が多かった。市川文胤が試行錯誤の末に開発した「上吊式横引きシャッター」は、これらの問題を一気に解決。さらに開閉がスムーズになるメリットも生み出し、特許を取得。1990年代後半からショッピングモールなど商業テナントで多く採用されるようになった。横引きシャッタ―は間口が50m以上あっても1枚のシャッターで済み、またS字など曲線にも対応できるメリットで新たな市場を開拓。
株式会社中央シャッター・株式会社横引シャッターを含む4社で「中央グループ」を形成し、スーパーゼネコンから建設業者、個人商店、一般ユーザー向けに営業を展開。「上吊式の横引きのシャッター」や「水平引きシャッター」など、特殊シャッター技術で、平成20年度足立ブランドに認定された。

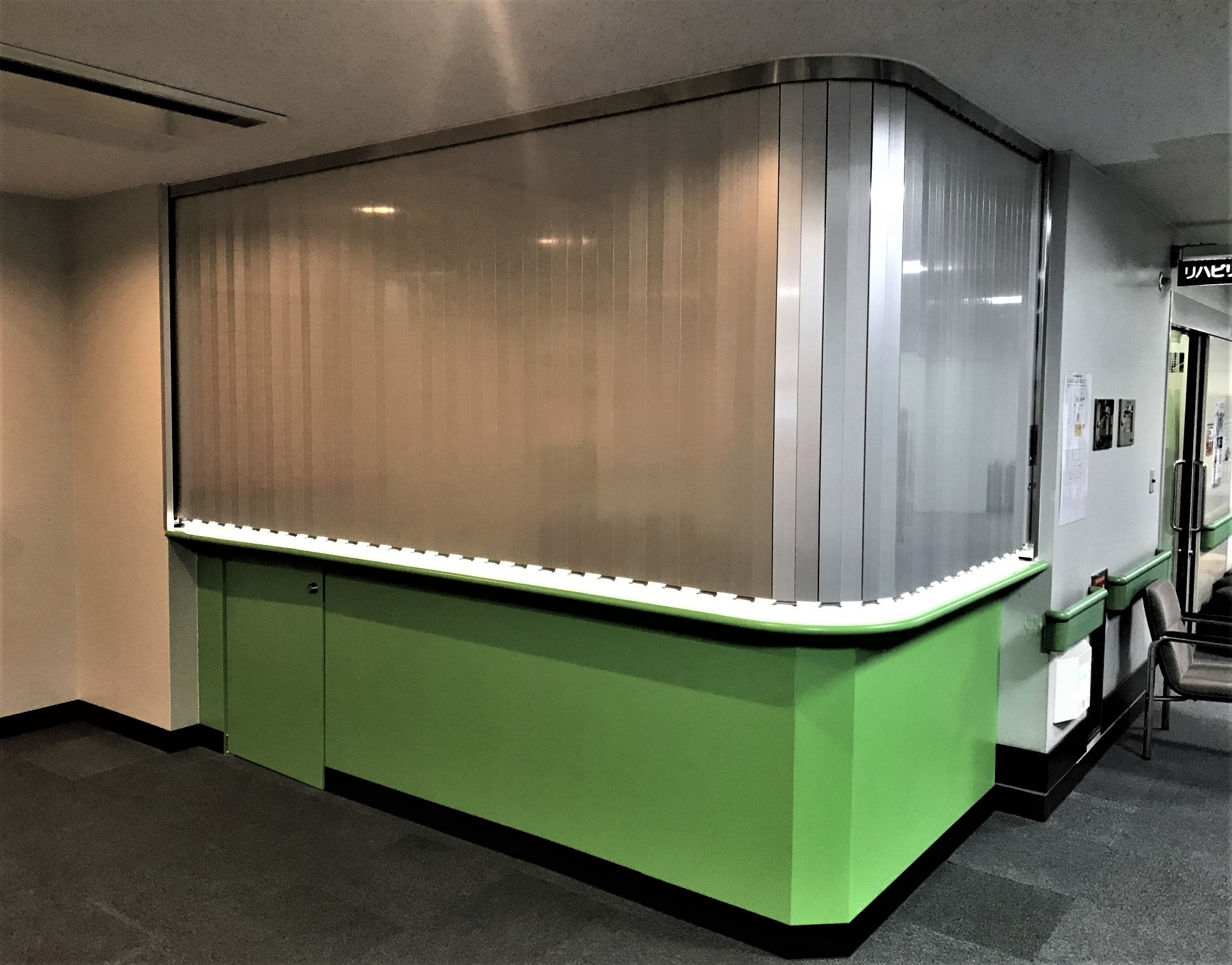
地下鉄の売店、全国のKIOSKなどで数多く採用されている同社製「横引きシャッター」（川口市武南病院クリニック）

2012年の創業者文胤の急逝により、息子の市川慎次郎が継承。"人喜んでこそ商いなり" "社員は家族"という創業者の遺志を引き継ぎ、働く意欲のある社員は年齢や国籍に関係なく雇用し続け、2023年2月に95歳で亡くなる2日前まで働き続けた社員も在籍した。年齢、性別、国籍も多様なライフスタイルに合わせたフレックスタイム制も実施。ルールにすると柔軟な対応ができないとしてモラルと"お互い様精神"を重視。その社風を醸成した「多能工化」の取り組みを行っている。全社員がすべての部署を経験することで、通常の作業効率を上げることに成功。不況下でも2019年度までに5期連続売上げアップを達成。がんで余命4か月を宣告された当時60歳の社員に働く場を与え、その社員は仕事を続けながら2年間生き延びた。それより社員の一体感がさらに高まった。2018年、東京都は平成29年度「がん患者と仕事の両立への優良な取り組みを行う企業表彰」優良賞を授与した。
2020年4月には、新型コロナウイルス感染症対策としていち早くテレワークを実現。その一番の目的を「社員の給料を上げるため」とした。また、同年には自動車最大手メーカーの工場へのシャッター採用が決まり、国内大手メーカーすべてに採用されている。「ワールドコムアワード」の東京開催で世界にPRしたい日本の企業に、「日本のモノづくり産業から多様性のあるダイバシティ経営のモデルケース」として評価され選出される。

## 主要製品

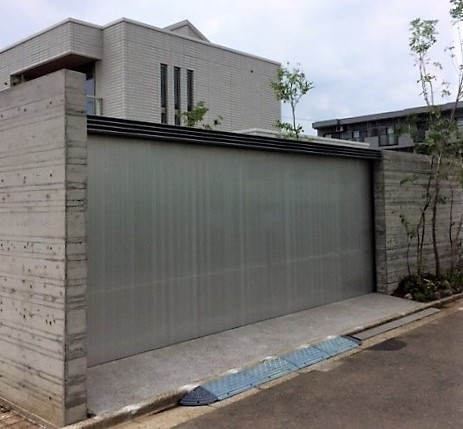
同社製横引きシャッター（2024年現在トップシェアを持つ）

### 横引きシャッター
「上吊式横引きシャッター」で特許を取得。展示会などで認知度を上げ主力商品となる。ゼネコンからの受注生産のほか、一般住宅市場やバリアフリーニーズにも対応する商品を多数開発。同社の横引きシャッターは、2024年現在、約30％とトップシェアを持ち、全国のKIOSKや地下鉄の売店などで広く採用されている。S字や曲線が自由に描けるため、建物に合わせたコーディネートが可能である。
中間に柱を立てずに1枚のシャッターで50m以上が可能。上部に10㎝程度の吊下げ用のガイドレールのスペースがあれば施工可能。開口部を有効利用できる。手動タイプでも動きが軽く女性や高齢者でも楽に開閉ができる。故障が少なく音が静か。曲線スペースでも設置可能であるなどの特徴を持つ。中を見せずに防犯する「横引シャッター」、中を見せて防犯する「パイプシャッター」、「パイプカーテンゲート」、「フォールディングゲート」などのバリエーションがあり、工場、倉庫、病院、医院、ホテル、マンションなどに採用されている。

### オーダーメイド・アクリル・パーテーション
用途に応じサイズを指定でき経年変化による変色しにくい素材を採用したオーダーメード・アクリル・パーテーションを開発・販売。上吊り式で脚のスペースの要らない商品などを開発。新型コロナウィルス感染防止の需要が高まっている。

## CSR
横引シャッターはCSRに熱心な企業としても知られる。

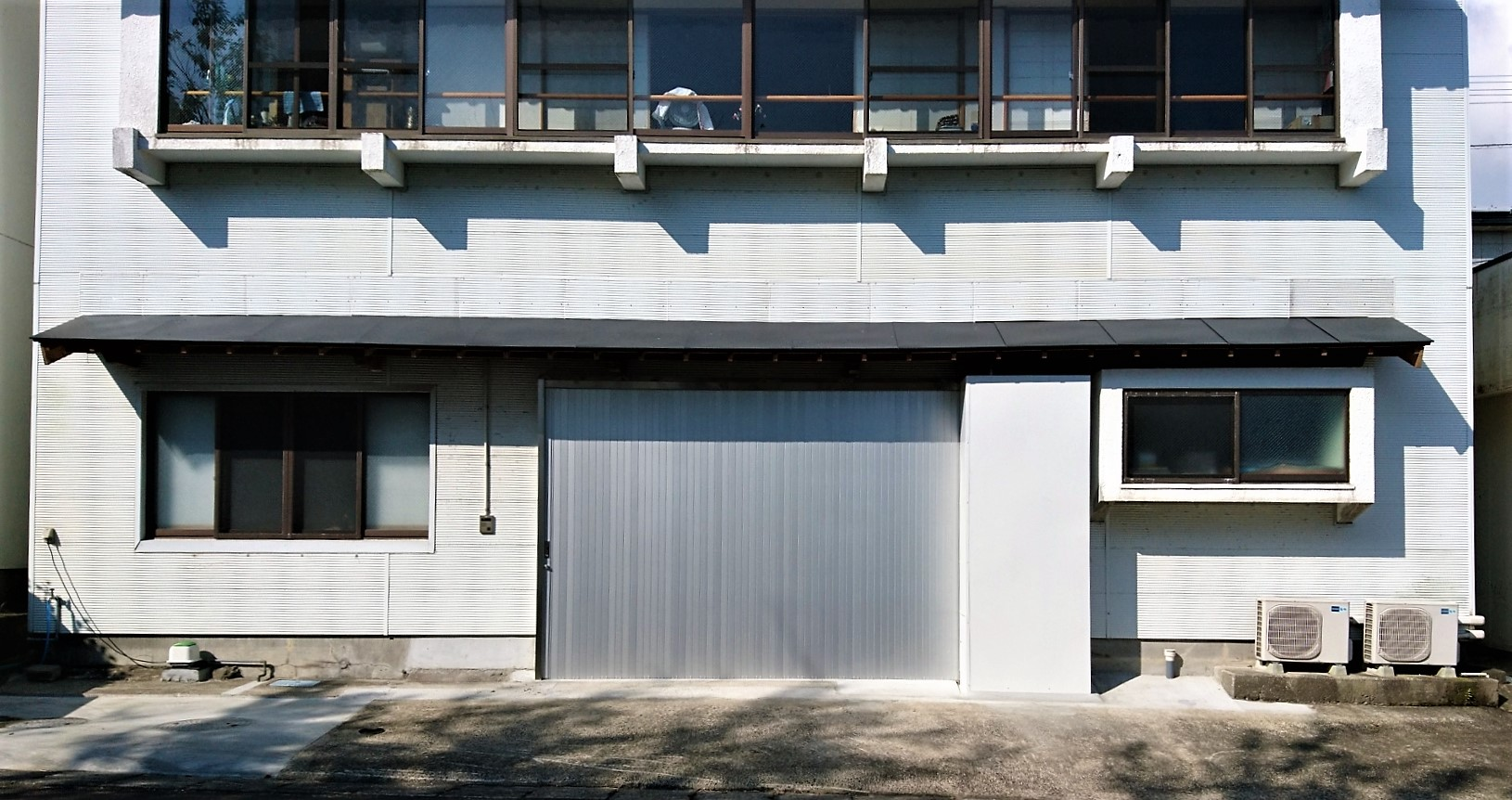
個人邸に採用されている同社製品

### 定年なき雇用
現社長の市川慎次郎は「社員は家族」とする創業者の遺志を引継ぎ、規定の70歳定年制を運用せず、採用を原則として年齢不問、働く意欲のある限りは雇用を続け、90歳を超える社員も働く企業として知られ、メディアにも注目された。定年後の雇用条件や雇用形態は一切変更せず、「若い者へ技術・知識を伝達する」ことを唯一の条件とした。さらに年齢、性別、国籍、障がいの有無も多様な社員のライフスタイルに合わせたフレックスタイム制度も導入。また、"お互い様精神"の社内風土を醸成する取り組みとして「多能工化」を実施。若い社員の『合コンがあるから早く帰りたい』との要望に『合コン休暇』を作ったこともある。全社員がすべての部署を経験することで部署を超えた支え合いが可能となり、個々のパフォーマンスの向上を実現させ、2016年から2017年への1年間で30%も生産効率を上げ、5期連続売上アップを達成するなどの実績を上げた。

### がん患者の雇用
市川は、がんに罹患した社員でも仕事が続けられるよう支援しており、実際に2018年8月現在で同社の従業員31人中、過去5年間で5人ががんに罹ったが、仕事をやめることがないよう、それぞれ個別に柔軟に対応している。治療などで出社できない場合でも給与を固定給分を支給。2018年には、「がん患者にやさしい企業」として東京都に表彰される。

### 新型コロナウイルス感染拡大防止対策
2020年5月12日、代表者市川が幹事を務める東京足立ロータリークラブは東京江北ロータリークラブと共同で折り畳み式のプラスティック製フェイスシールド5000個を足立医師会へ寄贈。5月15日には、新型コロナウイルス感染拡大に際し、非常事態宣言後、偶然地元の足立区役所を訪れた際、アクリルパーティションがある部署と無い部署があることに気付き、パーティションが不足している現状を知り、試作を繰り返し100セットを用意。寄贈し、その後最終的に170台を寄贈。さらに、石川県に100台、熊本県にも100台を寄贈した。また、市川が経営する横引きシャッターでは、全社員にマスクを配布し着用や換気を徹底するほか、時間帯変形フレックス制や在宅勤務、休業補償月の休業や雇用体系なども個別で対応するなど、いち早い対応をとった。

### 受賞で通知活動
東京都や足立区、その他の団体から60以上の賞状を授与されているが、これは社員が自社に対する自信を持てるようにと始めたものである。

### その他
外国人やLGBT、児童養護施設出身者などの積極的雇用も行っている。
また、製造業でありながら、4月7日、東京が緊急事態宣言の対象になったことを受け、働き方改革を決断。34名の全社員と個別面接を行い、「在宅勤務」「フレックスタイム制（時差出勤もしくは時短勤務）」「週休3日制」の3つを提案し、いずれかを選ばせ、給与は全額支給しながら全社で社員の総出勤日数を40%減らすことに成功した。また、いち早くテレワークを導入。

## 受賞歴

### 足立区功労者表彰
- 令和2年 受賞
- 令和3年 受賞
- 令和5年 受賞

## 沿革

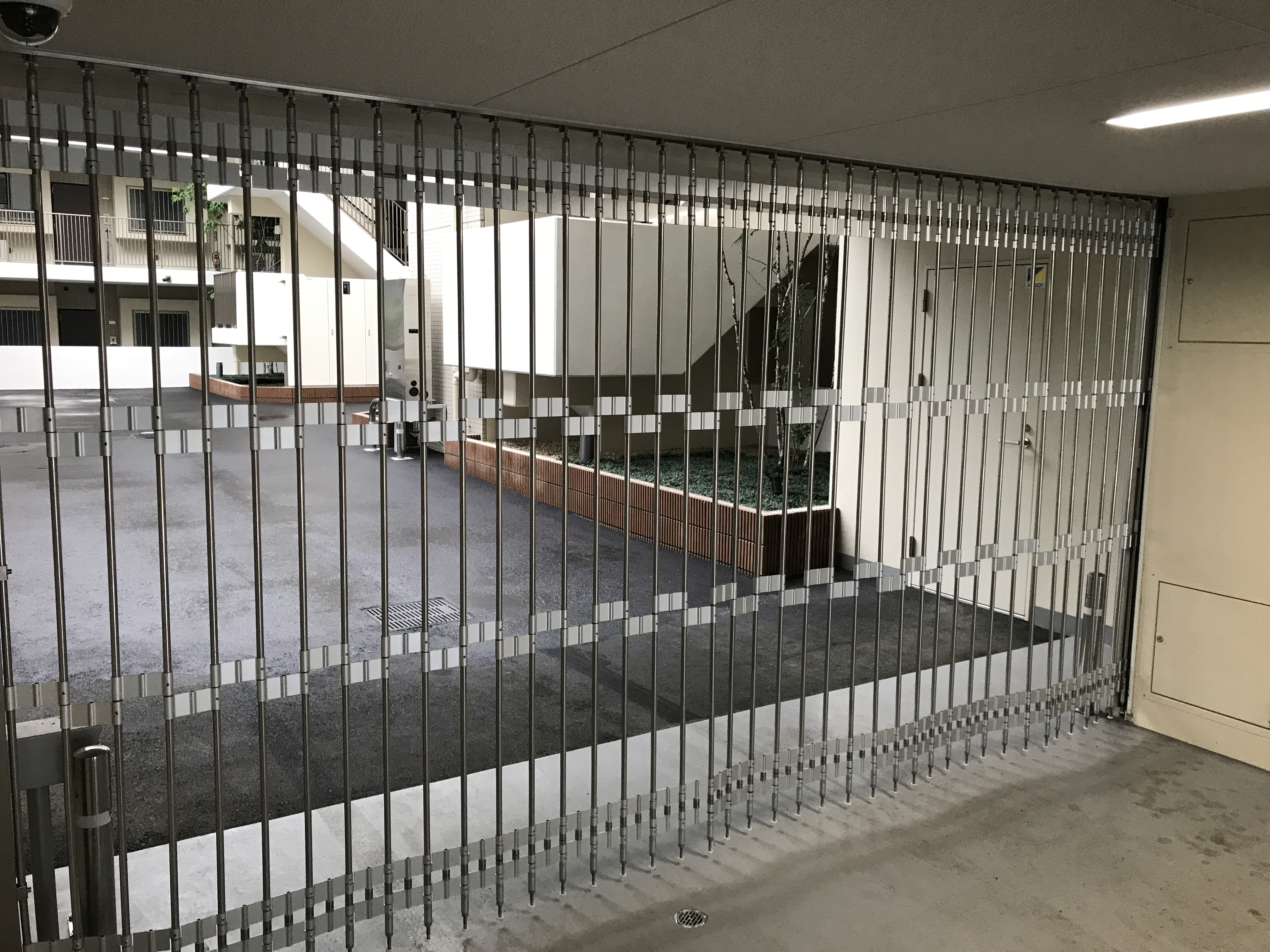
同社格子タイプ（パイプシャッター）

- 1986年(昭和61年) - 4月3日、市川文胤によりに設立。
- 2008年（平成20年） - 「上吊式の横引きのシャッター」や「水平引きシャッター」など、特殊シャッター技術で、平成20年度の足立ブランド認定[39]。
- 2012年（平成24年）-　市川慎次郎が社長に就任[2]。
- 2013年（平成25年）-　オフィスの壁を取り払いワンフロア化し「社長戦力外通告」というユニークな方針を打ち出す[2]。
- 2016年（平成28年） - 株式会社横引シャッターが「煌めくオンリーワン・ナンバーワン企業」（『21世紀を拓くエクセレントカンパニー2016年版』産経新聞生活情報センター企画、ぎょうけい新聞社）に選出される[40]。
- 2017年（平成29年） - 2月24日、株式会社横引シャッターのゆるキャラである「カニ部長」と社長アイドル「スタイリッシュハート」のユニットが結成され、テーマソング「おしえてカニ部長」が全国発売される[41]。
- 2018年（平成30年） - 3月2日、東京都より平成29年度「がん患者と仕事の両立への優良な取り組みを行う企業表彰」優良賞受賞[3]。
- 2020年
  - 5月15日、足立区へ新型コロナウイルス感染拡大防止対策として、アクリルパーティション100セットを寄贈[31]。
  - 令和2年度東京都スポーツ推進企業に選定される[42]。
  - 11月2日 - 一般社団法人日本記念日協会より4月5日が「横引シャッターの日」に認定される。
- 2023年
  - 10月18日、市川慎次郎著『新入社員は78歳 小さな会社が見つけた誰もが幸せを感じられる働き方』（かんき出版）刊行。紀伊国屋書店、三省堂書店など複数の書店で売上ランキング首位を獲得[43][44]。
  - 11月25日、『報道ステーション』（テレビ朝日）「高齢者“働き控え”解消につながる？見直しの背景は…年金カット『50万円の壁』とは」にて取材を受ける[45]。

## マスメディア

### テレビ
- 2010年4月24日『ぶらり途中下車の旅』（日本テレビ）
- 2011年9月18日『モヤモヤさまぁ〜ず2』（テレビ東京）
- 2014年2月14日『若大将のゆうゆう散歩』（テレビ朝日）
- 2017年2月3日『ホリプレゼンツ 求人任三郎がいく！』横引シャッター編（チバテレビ）
- 2017年3月21日『ママTVtime』（あだちケーブルTV）
- 2018年3月6日『首都圏ネットワーク』（NHK）
- 2018年3月8日『ノンストップ!』（フジテレビ） - 90歳現役社員の取材。
- 2018年3月20日『千住でクロスC-studio』（Cwave）
- 2018年3月27日『スーパーJチャンネル』（テレビ朝日）
- 2018年5月13日『モヤモヤさまぁ〜ず2』（テレビ東京）
- 2018年7月8日『がっちりマンデー!!』（TBSテレビ）
- 2018年7月8日『池上彰が選ぶ 今知っておきたい小さなニュース』（テレビ東京）
- 2018年10月16日 - 10月31日『のんき～ず Naturalで行こう!』（J:COM）
- 2018年10月22日 - 10月28日『足立人図鑑.TV」』（J:COM）
- 2018年11月14日『東京サイト』（テレビ朝日）
- 2018年12月7日『NHK BSプレミアム「医師の闘病から読み解く がんを生きる新常識2』（NHK）
- 2018年12月22日『燃える男 中畑清の1・2・3絶好調』（チバテレビ）
- 2021年6月5日『ホリプロコムものまね軍団オフィスDEライブ』#05「株式会社横引シャッター」（チバテレ）[22]
- 2021年7月11日『グロースの翼～350万社の奮闘記～』「三方よしを三方ジョイに」BS（テレビ東京）[23]
- 2021年7月18日『ホリプロコムものまね軍団オフィスDEライブ』
- 2022年2月26日『ジモトに乾杯!居酒屋秀ちゃん』（J:COM）
- 2022年3月26日『週刊ニュースリーダー』（テレビ朝日）
- 2022年11月17日『イット』（フジテレビ）
- 2022年11月29日『出没!アド街ック天国』（TXNネットワーク）[46][47]
- 2023年1月9日 『ニュースウオッチ9』（NHK）
- 2023年1月9日『プライムオンラインTODAY』（FNN）
- 2023年4月3日『ねづっちぃ散歩X』（J:COM）
- 2023年6月5日『東京つながるニュース』（J：COM足立）
- 2023年7月24日『ウェルビーイング、みつけた』（BS朝日）
- 2023年7月24,30日 『ウェルビーイング、みつけた』（BS朝日）
- 2023年11月23日『羽島真一モーニングショー』（テレビ朝日）
- 2023年12月9日、12月16日『ジモトピックス』（JCOM）
- 2024年4月21日『ビートたけしのTVタックル』（テレビ朝日）
- 2024年4月26日『首都圏情報 ネタドリ!』（NHK）
- 2024年6月5日『首都圏情報 ネタドリ!』（英語版、NHKワールド）
- 2024年6月12日『下町のダイバシティ経営とは』（BSテレ東、日経ニュースプラス９）
- 2024年6月14日『我流経営ラジオ版 アツい社長のホットなランチタイム♪』日鳥越アズーリFM[48]
- 2024年8月3日『トウキョウもっと！２ 元気計画研究所』（東京MX）[49]
- 2024年9月7日‐13日『ジモトトピックス』（J:COM）
- 2024年9月26日『林修の今、知りたいでしょ!』（テレビ朝日）
- 2024年10月2日『天下財政』（中国中央電視台）

その他

### ラジオ出演
- 2017年1月18日『毒蝮三太夫のミュージックプレゼント』（TBSラジオ）

より

## 講演会・セミナー
- 2016年3月23日以降-

※詳細は、公式サイトを参照。

## 参考サイト
- シャッターで「足立ブランド」に - ツギノジダイ